# Peter Heusser
Peter Heusser (* 29. August 1950 in Brienz, Schweiz) ist Facharzt für Allgemeine Medizin (FMH) und Inhaber der Seniorprofessur für Medizinische Anthropologie an der privaten Universität Witten/Herdecke. Seine Forschungsschwerpunkte sind die Wirksamkeit anthroposophischer und integrativer Therapiemethoden, die Evaluation anthroposophisch-medizinischer Ausbildungskonzepte, die medizinische Anthropologie, sowie die erkenntniswissenschaftlichen, konzeptionellen und ideengeschichtlichen Grundlagen der anthroposophischen Medizin.

## Lebenslauf
Nach eigenen Angaben wurde Peter Heusser am 29. August 1950 in Brienz geboren. Er verbrachte seine Schulzeit in den Kantonen Bern und Solothurn sowie den USA, das Medizinstudium folgte in Bern, die Weiterbildung zum Facharzt für Allgemeinmedizin und Fähigkeitsausweis für anthroposophische Medizin. Heusser wurde an der Universität Basel zu Ignaz Paul Vital Troxler promoviert, der Master of Medical Education an der Universität Bern. Er übte ärztliche Tätigkeit an der damaligen Ita Wegman-Klinik und der Lukas-Klinik in Arlesheim sowie am Inselspital aus. Von 1995 bis 2008 war er Dozent für Anthroposophische Medizin an dem Institut für Komplementärmedizin (IKOM) der medizinischen Fakultät der Universität Bern und von 2009 bis 2015 Inhaber des Lehrstuhls für Medizintheorie, Integrative und Anthroposophische Medizin, Leiter des Zentrums für Integrative Medizin der privaten Universität Witten/Herdecke und Leiter des Forschungs- und Lehrzentrums (FLZ) am Gemeinschaftskrankenhaus Herdecke. Seit 2017 hat er die Seniorprofessur für Medizinische Anthropologie inne.

## Forschung
Peter Heusser forscht über die wissenschaftstheoretische Begründung und ein zeitgemässes konzeptuelles Verständnis der anthroposophischen Medizin. Als erster Dozent für Anthroposophische Medizin etablierte er an der Universität Bern zusammen mit Kollegen eine Abteilung für experimentelle und klinische homöopathisch- und anthroposophisch-medizinische Forschung.
An der Universität Witten/Herdecke beteiligte er sich an der Konzeption des Forschungsschwerpunkts Integrative und Personalisierte Gesundheitsversorgung (IPGV) der Fakultät für Gesundheit. Er ist dort ferner mitbeteiligt an der Entwicklung und Evaluation neuer integrativer Ausbildungsformate für die medizinische Ausbildung.